# Edith Evans
Dame Edith Mary Evans, DBE (født 8. februar 1888, død 14. oktober 1976) var en engelsk teater- og filmskuespiller.
Hun gik på aftenskoler for skuespil, mens hun arbejdede i løbet af dagen som en modist. Hun fik sin professionelle scenedebut i 1912 og blev berømt for sine strålende rollefortolkninger af klassiske roller på både London-scener og på Broadway. I begyndelsen af sin karriere medvirkede hun i to stumfilm, men kom ikke tilbage til film før 1949, i en alder af 61 år. Hendes mest berømte filmrolle er som Lady Bracknell i A Stupid Fistman. Hun blev nomineret til en Oscar for sin rolle som den gamle dame, som mistænker nogen spionerer på hende i Hviskende stemmer. Hun blev slået til ridder i 1946 (DBE - Dame Commander af det britiske imperium).

## Filmografi
- 1915 – Solskinstøsen
- 1916 – East Is East
- 1949 – Spardame
- 1949 – The Last Days of Dolwyn
- 1952 – Bunbury
- 1959 – Nonnen
- 1959 – Ung vrede
- 1963 – Tom Jones!
- 1966 – Hviskende stemmer
- 1969 – David Copperfield
- 1974 – Et dukkehjem